# Колумбет Микола Федорович
Мико́ла Фе́дорович Колумбе́т (* 10 жовтня 1933, Гореничі, Києво-Святошинський район, Київська область — † 21 лютого 2012, Київ
) — український велогонщик радянських часів, старший брат Леоніда Колумбета. Заслужений майстер спорту СРСР (1956), заслужений тренер України.

## Життєпис
Чотириразовий чемпіон СРСР. 1954 року виступав на травневій багатоденці Київ — Сімферополь — Київ протяжністю 2600 кілометрів, де посів 10-е особисте місце. У вересні того ж року на чемпіонаті СРСР у Таллінні здобув бронзову нагороду в командній гонці на 100 кілометрів та золоту в груповій гонці на 200 кілометрів.
У 1955 році виграв 15-й етап Туру СРСР — Тур Москви.
1956 року стає першим радянським велогонщиком, котрий виграв етап Велогонки миру — це відбулося у Вроцлаві. За підсумками тієї гонки, Колумбет в особистому заліку посів третє місце, а збірна СРСР стала переможцем у командній класифікації; за це всій команді присвоєно звання заслужених майстрів спорту СРСР.
Учасник Олімпійських ігор 1956 року в Мельбурні, зайняв шістнадцяте місце в індивідуальних змаганнях і шосте місце в командних — разом з Анатолієм Череповичем, Віктором Вершиніним і Віктором Капітоновим.
У 1957 році стає двічі чемпіоном чемпіоном СРСР на треку (індивідуальна та командна гонки переслідування на 4000 м). Наступного року він повторить свій успіх у командній гонці.
У 1958 та 1959 роках знову виграє Велогонку миру у складі збірної СРСР, при цьому двічі фінішує третім на етапах у 1958 році.
По завершенні кар'єри спортсмена перейшов на тренерську роботу. Як тренер підготував 56 майстрів спорту та 54 чемпіонів СРСР та України, зокрема Анатолія Старкова — переможця Велогонки миру, багаторазового чемпіона СРСР, та Ігоря Целовальникова — чемпіона Олімпійських ігор-1972 в гонці на тандемах.
Нагороджений медалями «За трудову доблесть», «За розвиток олімпійського руху», відмінник народної освіти.
Проживав у селі Гореничі Святошинського району.
2006 року свою медаль «За внесок у розвиток олімпійського руху» вручив директору спортивного клубу ІСД (Донецьк) Марку Бейгельзімеру.